# Центриола
Центриола је цилиндрична ћелијска структура. Чине је 9 триплета микротубула распоређених у облику зупчаника. Сваки триплет се састоји од три међусобно приљубљене и повезане микротубуле означених као микротубуле (или субфибрили) А, B и C. Потпуну структуру од 13 протофиламената тубулина једини има микротубул А, док микротубули B и C нису потпуни и њихов зид делимично представља зид суседног микротубула. По својој структури, центриола је веома слична базалном телу цилије и флагеле. Током интерфазе, у ћелији се обично налази пар центриола међусобно постављених под правим углом. Неке ћелије, на пример еритроцити, немају центриоле, док друге, на пример мегакариоцити, садрже више парова центриола.
Центриоле су цилиндри који су један према другоме постављени под правим углом. Налазе се у близини једра и Голџијевог апарата, у делу цитоплазме који је означен као центрозом или цитоцентар. У изградњи центриола учествују микротубуле. Зид центриоле је састављен од девет фибрила, од којих је сваки састављен од три микротубуле које су са центром органеле повезане радијалним спојницама.Центриоле имају способност удвајања и представљају важне компоненте у деоби ћелија животиња. Осим што учествују у стварању деобног вретена, центриоле учествују и у формирању микротубула цитоскелета, као и аксонеме цилија и флагела.Центриоле учествују у формирању деобеног вретена, а то је јако важно за деобу ћелије.